# نظام كرات القطن الغذائي

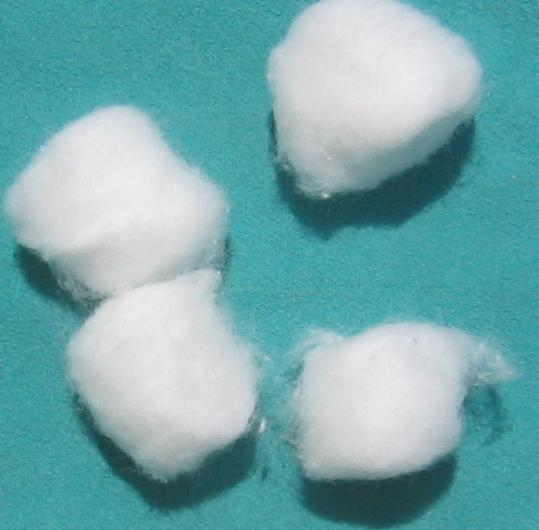

نظام كرات القطن الغذائي (بالإنجليزية: cotton ball diet)‏، أحد أنظمة فُقدان الوزن، والذي يقوم على تناول كرات من القطن مغموسة في عصير أو سوائل مُحلاه مما يدفع شعور الشخص بالامتلاء سريعًا ويحقق الشبع. ولكن تم التحذير من هذا النظام مرارًا وتكرارًا بسبب خطورته على الصحة.

## المخاطر
كرات القطن يُمكن أن تتسبب في انسداد للقناة الهضمية؛ فمثلًا انسداد الأمعاء قد يؤدي إلى الجفاف، أيضًا قد يتسبب هذا النظام في موت القناة الهضمية وتلف بالأعضاء الداخلية للجسم مما قد تؤدي بالنهاية إلى اضطرابات مُختلفة متعلقة بسوء التغذية. يُمكن أيضًا أن تتسب كرات القطن في انسداد بمجرى التنفس حيث كبر حجمها النسبي وصعوبة تجزئتها إلى أجزاء صغيرة قد يسبب صعوبات في البلع. ومُعظم هذه الكرات أيضًا مصنوعة من ألياف صناعية فضلًا عن القطن الطبيعي، وهذه المواد قد تحتوي على بعض السموم التي تسبب أضرارًا بالغة بالأعضاء.